# Thin Film Memory
Thin Film Memory, 1961 entwickelt von Sperry Rand während eines durch die USA geförderten Forschungsprojekts, bezeichnet eine schnellere Variation von Kernspeichertechnologie.
Anstelle von Ferrit wurde ein Thin Film (dünner Film) mit einer Schichtdicke von ca. 1,016·10−7 m einer Legierung aus Eisen-Nickel, auch Permalloy genannt, mittels Vakuumverdampfung auf eine Glasplatte aufgedampft. Dieser Prozess erzeugte ein aus Punkten bestehendes Muster auf der Glasplatte. Anschließend wurden die leitenden Verbindungen mittels Leiterplattendruck aufgedruckt. Diese Speicherart hatte im Vergleich zu Kernspeicher extrem schnelle Zugriffszeiten im Bereich von 670 ns, war aber sehr teuer in der Herstellung.
Thin-Film-Speicher wurde vor allem im militärischen Bereich eingesetzt und in wenigen Rechnern wie der UNIVAC 1107 auch im zivilen Bereich. Auch in der IBM-S/360-Linie wurde Thin Film eingesetzt. Mit den Neuerungen im Kernspeicher wurde die Thin-Film-Technologie obsolet.